# Moriteru Ueshiba
Moriteru Ueshiba (植芝 守央 Ueshiba Moriteru, født 2. april 1951) er en japansk aikidomester. Han er barnebarn af Morihei Ueshiba, grundlæggeren af aikido, og søn af Kisshomaru Ueshiba. Ueshiba er den tredje og nuværende Doshu (overhoved via arvefølge) for Aikikai.

## Biografi
Ueshiba blev født den 2. april 1951 i Tokyo, Japan. I et interview fra 2004 fortalte han: "Den første gang, jeg havde en aikidodragt på, gik jeg i børnehaveklasse i folkeskolen. Min familie pressede mig ikke til at træne - jeg gjorde det bare af lyst. Jeg begyndte at træne for alvor i gymnasietiden, hvor jeg traf det valg at blive min fars efterfølger og derved bevare grundlæggerens (Morihei Ueshibas) arv for eftertiden."
I 1976 blev Ueshiba cand.oecon. fra Meiji Gakuin-universitetet. I 1996 tiltrådte han hvervet som Dojo-cho (leder) af Aikikai Hombu Dojo. Han overtog titlen Doshu den 4. januar 1999, da hans far, Kisshomaru Ueshiba, gik bort. 
Ueshiba har skrevet bøgerne Best Aikido: The Fundamentals (udgivet i 2002, skrevet i fællesskab af Ueshiba og hans far, Kisshomaru Ueshiba, og færdigredigeret efter sidstnævntes død), The Aikido Master Course: Best Aikido 2  (udgivet i 2003), og Progressive Aikido: The Essential Elements (udgivet i 2005).

## Eksterne links
- 46 All Japan Aikido Demonstration Program, der byder på Moriteru Ueshiba